# Dueñas (Spagna)
Dueñas è un comune spagnolo di 2 994 abitanti situato nella comunità autonoma di Castiglia e León, comarca di El Cerrato.